# Ворскла
Во́рскла (в XVI—XVIII веках также Ворскло) (укр. Ворскла) — река, протекающая по территории России и Украины, левый приток Днепра.

## Течение
Исток реки находится на западных склонах Среднерусской возвышенности возле села Покровка (Ивнянский район Белгородской области, Россия). По территории Украины течёт в пределах Сумской и Полтавской областей по Приднепровской низменности. Впадает в Каменское водохранилище на Днепре на расстоянии 514 км от устья последнего возле села Светлогорское (Полтавский район Полтавской области, Украина).

## Бассейн
Длина реки — 464 км (из них 118 км по территории России, 336 км по территории Украины), площадь водосборного бассейна — 14700 км². Долина реки трапециевидная, шириной до 10—12 км. Пойма асимметрична; правый берег высокий — местами до 80 м, крутой почти на всём протяжении, левый — пологий, местами заболоченный. Течение спокойное, его скорость местами достигает 2 км/ч. Уклон реки — 0,3 м/км. Русло в верхнем и среднем течении очень извилистое, шириной 35-50 м, в нижнем русло выпрямляется, ширина реки достигает 100—150 м. Глубина до 2-4 м, в то же время в верхнем и среднем течении часто встречаются мелководные участки. Дно песчаное, на разливах илистое. Многочисленные песчаные пляжи. Покрывается льдом в начале декабря и вскрывается в марте. Питание реки смешанное. Среднегодовой расход воды в средней части (с. Чернетчина) составляет 16 м³/с, — в устье — 36 м³/с. Минерализация воды составляет: весеннее половодье — 672 мг/дм³; летне-осенняя межень — 766 мг/дм³; зимняя межень — 775 мг/дм³.
Русло реки зарегулировано плотинами ГЭС и шлюзов-регуляторов (возле населённых пунктов Головчино, Грайворон, Великая Писаревка, Куземин, Деревки, Миськие Млынки, Патлаевка, Нижние Млыны, Кунцево, Перегоновка). У села Крапивное Белгородской области России находится водохранилище площадью 110 га и объёмом воды 3,41 млн м³. Вода используется для сельскохозяйственных, бытовых и промышленных нужд. Вдоль русла реки расположены многочисленные сельскохозяйственные земли. Распространено рыболовство.

## Флора и фауна
В реке водятся до 50 видов рыб, большинство из которых карповые: судак, сазан, лещ, щука, окунь, красноперка, карась, густера, линь, плотва, уклейка, бычки-бубыри, пескари, встречаются сомы.
Животный мир представлен зайцами, лисицами, в окрестных лесах можно встретить косуль и кабанов, большое разнообразие птиц: дикая утка, серая цапля, некоторые виды куликов, куропатки, фазан.
Вдоль берегов реки имеются значительные лесные массивы, как хвойные (преимущественно по левому берегу), так и лиственные леса. Разнообразен травяной покров.

## Достопримечательности
Берега реки богаты историческими памятниками. На берегу реки расположен участок «Лес на Ворскле» заповедника «Белогорье» (Белгородская область). Возле Котельвы расположен Ковпаковский лесопарк. В районе железнодорожной станции Ворскла расположен скульптурный комплекс «Поляна сказок». На Ворскле расположены многочисленные пансионаты, санатории и детские лагеря отдыха. В своём верхнем течении река протекает по густонаселённой местности.
До XVIII века Ворскла была судоходной рекой. В месте впадения в Днепр, находилась одна из основных казацких переправ — Переволочная. Так же называлась и расположенная в месте слияния рек крепость.
На берегах Ворсклы 12 августа 1399 года состоялось крупнейшее сражение XIV века между объединённым войском великого князя литовского Витовта и конницей Золотой Орды под командованием Едигея. Войска коалиции понесли тяжелейшее поражение.
В тех же местах в 1709 году произошла знаменитая Полтавская битва.

## Населённые пункты
Вниз по течению:
- Белгородская область: посёлки Яковлево, Томаровка, Борисовка, город Грайворон.
- Сумская область: посёлки Великая Писаревка, Кириковка, город Ахтырка, посёлок Куземин
- Полтавская область: посёлки Бельск, Котельва, Опошня, город Полтава, посёлки Старые Санжары, Новые Санжары, Белики, город Кобеляки.

## Притоки
От истока к устью:

## Этимология
Название Ворсклы встречается в письменных источниках с 1173 года. Под этим именем река фигурирует и в Ипатьевской летописи. Но и с тех пор и до нашего времени название писалось неоднообразно и побывало в мужском и женском родах: Въръскла, Ворскола, Ворсклъ. Ценное описание реки Ворсклы и её притоков содержится в Книге Большому чертежу XVII века.
Согласно версии лингвиста И. Г. Добродомова, гидроним Ворскла образован из этнонима аорсы, — так называли народ, входивший в состав сарматских племён. Позже (до XIV в.) этот этноним был унаследован тюркоязычными кыпчаками. Второй элемент названия кол в тюркском, монгольском, тунг.-маньчж. языках — «река, долина», то есть река получила название от тюрков по проживавшему на ней народу аорсы.
Часть современных исследователей[кто?] возводит название реки к скифо-сарматскому субстрату и переводит как «белый» (ср. осет. Урс).
По мнению Б. А. Рыбакова, не разделяемому современными исследователями, название Воръсколъ означало «пограничное укрепление сколотов» (воръ — «забор, бревенчатое укрепление, ограда»).
Существует также версия, согласно которой название Ворскла происходит от мордовского «лес» и мордовского «течь, сочиться, протекать». При таком объяснении название означало бы «лесная река».

## Галерея
- Мельница на реке Ворскла, 1910 год
- Опошнянська ГЕС
- Район моста в город Полтава
- Городской пляж в Полтаве